# Jiumenkou

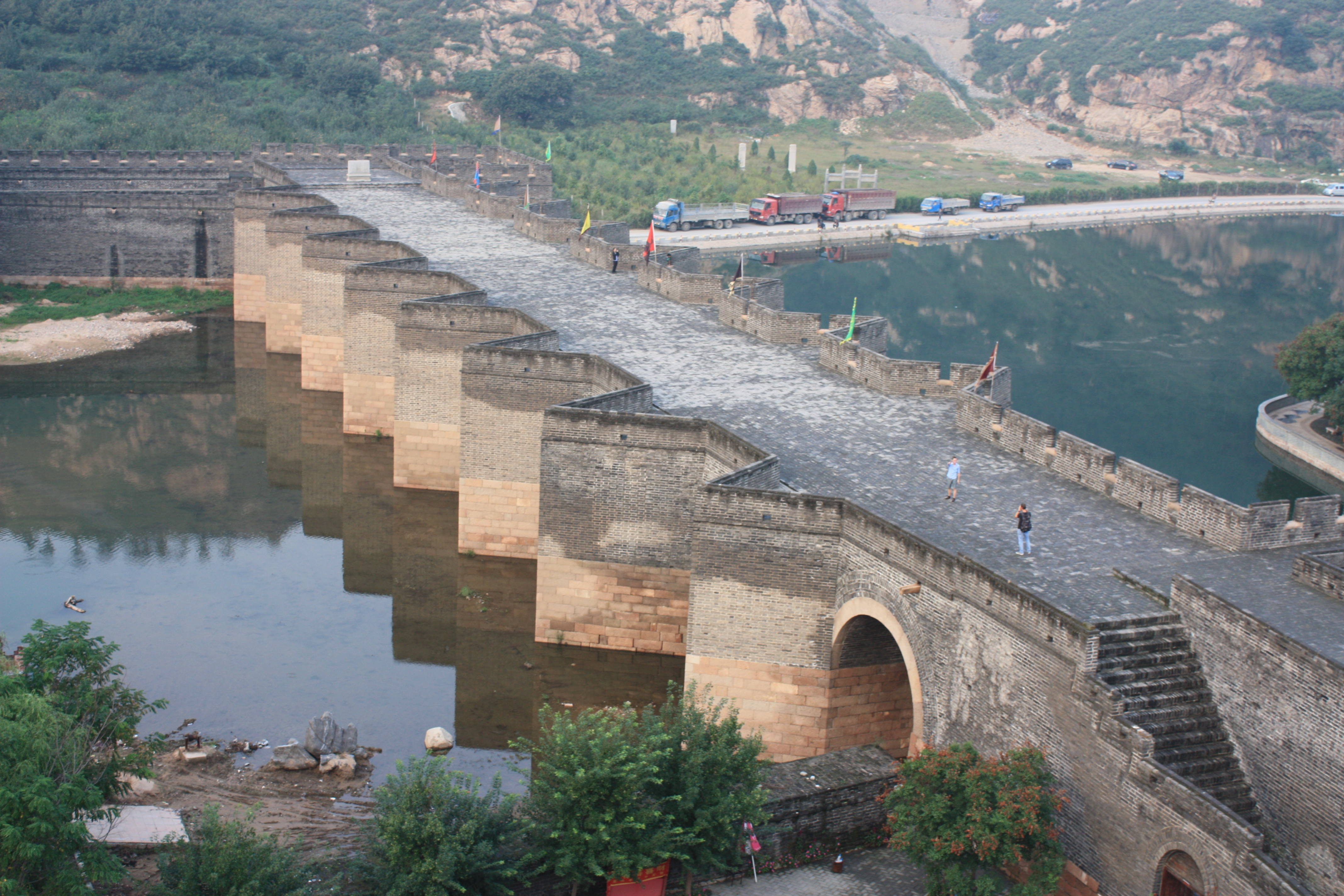
Neun Tore über den Jiujiang He

Jiumenkou (chinesisch 九門口 / 九门口, Pinyin jiǔ ménkǒu; wörtlich „Neun Tore“ oder „Neun Eingänge“) ist ein nach einer neunbögigen Brücke benannter Abschnitt der Chinesischen Mauer im Dorf Xintaizi (新台子村) der Gemeinde Lijiabao (Suizhong) (李家堡乡) des Kreises Suizhong (绥中县), Provinz Liaoning, Volksrepublik China. Er liegt 15 km vom Shanhai-Pass entfernt und hat eine Länge von 1704 Metern.
Jiumenkou wurde ursprünglich in der Zeit der Nördlichen Qi-Dynastie (479–502) erbaut und während der Zeit der Ming-Dynastie (1381) erweitert. Ungefähr hundert Meter der Mauer führen über den Fluss Jiujiang He (九江河).
Der Jiumenkou-Abschnitt der Großen Mauer (万里长城—九门口 Wanli changcheng – Jiumenkou) steht seit 1996 auf der Liste  Denkmäler der Volksrepublik China (4-136). Im November 2002 wurde er neben Badaling, Shanhaiguan und Jiayuguan als Einzelelement in die Liste des Weltkulturerbes der UNESCO aufgenommen.